# Koorde

Figuur 1. en zijn supplementaire hoeken op koorde AB. Hun som is dus 180°.

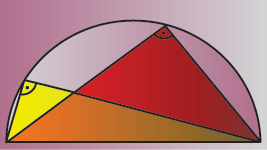
Figuur 2. De stelling van Thales zegt dat de rode en de gele hoek gelijk zijn, namelijk exact 90°.

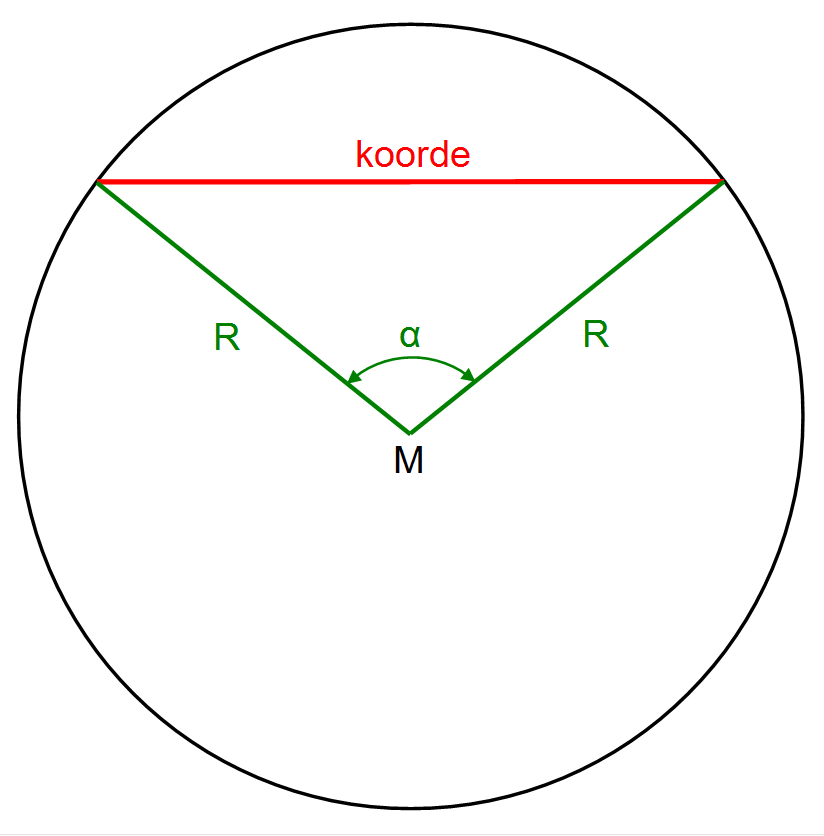
Figuur 3. Willekeurige koorde met bijbehorende middelpuntshoek

Een koorde is het lijnstuk dat twee punten op een cirkel met elkaar verbindt. Middellijnen van een cirkel zijn dus ook koorden.
De lijn die men krijgt door een koorde aan beide kanten te verlengen wordt snijlijn of secantlijn genoemd, die bij de koorde hoort.

## Geschiedenis
De koorde werd vroeger veel gebruikt in de goniometrie of meetkunde. In tegenstelling tot de moderne goniometrie, die gebaseerd is op de sinus en de cosinus, was de goniometrie in de klassieke oudheid gebaseerd op de koorde. De koorde en de bijbehorende hoek werden bepaald via een tabel. De eerst bekende goniometrische tabel werd door Hipparchus opgesteld. Uit deze tabel kon men de lengte van de koorde van een middelpuntshoek {\displaystyle \alpha } (Figuur 3) aflezen en vice versa. Hipparchus berekende de koorde voor elke 7,5 graad. Tabel 1 is een voorbeeld van een koordentabel voor een eenheidscirkel, in stappen van 10 graden.
| α      | 0° | 10°    | 20°    | 30°    | 40°    | 50°    | 60° | 70°    | 80°    | 90°    | … | 180° |
| koorde | 0  | 0,1743 | 0,3473 | 0,5176 | 0,6840 | 0,8452 | 1   | 1,1472 | 1,2856 | 1,4142 | … | 2    |

De tabel van Hipparchus werd in de tweede eeuw n.Chr. door Claudius Ptolemaeus uit Alexandria verbeterd in zijn boek Almagest. Hij maakte een koordentabel met stappen van 1/2 graad. Hipparchus zou een twaalfdelig boek over koorden geschreven hebben dat verloren is gegaan. Vermoedelijk was er in die tijd veel bekend over koorden. De koorde is vervangen door de sinus en cosinus. Deze functies werden rond 450 n.Chr. in India opgesteld en via Arabische wiskunde in Europa geïntroduceerd.

## Eigenschappen
- Twee koorden van eenzelfde cirkel hebben dezelfde afstand tot het middelpunt dan en slechts dan als de koorden gelijke lengte hebben.
- De middelloodlijn van een koorde gaat door het middelpunt van de cirkel.
- Een koorde {\displaystyle AB} verdeelt de omtrek van de cirkel in twee cirkelbogen en de oppervlakte van de cirkel in twee cirkelsegmenten. Als een punt {\displaystyle P} de ene, en een punt {\displaystyle Q} de andere cirkelboog doorloopt dan hebben de hoeken {\displaystyle \angle {APB}} en {\displaystyle \angle {AQB}} elk een vaste waarde. Bovendien zijn die twee hoeken supplementair, wat wil zeggen dat hun som 180 graden is. Is de koorde een middellijn, dan zijn volgens de stelling van Thales beide hoeken recht.
- Gegeven twee koorden {\displaystyle AB} en {\displaystyle CD} die elkaar snijden in een punt {\displaystyle P}, eventueel in het verlengde van de koorden. Dan geldt:

{\displaystyle PA\cdot PB=PC\cdot PD} = de macht van punt P ten opzichte van de cirkel.
- De lijn die vanaf het middelpunt van de cirkel loodrecht op de koorde valt wordt het apothema genoemd. De afstand van de koorde tot de cirkelrand heet de pijl, in andere talen de sagitta. De gezamenlijke lengte van het apothema en de pijl is dus gelijk aan de straal van de cirkel.
- In een willekeurige cirkel kan de lengte van de koorde {\displaystyle k} worden berekend uit de straal {\displaystyle R} en de middelpuntshoek {\displaystyle \alpha }:

{\displaystyle k=2R\ \sin({\tfrac {1}{2}}\alpha )}
- De vier koorden van een koordenvierhoek voldoen aan de stelling van Ptolemaeus.

## Koordefunctie
Historisch werd de lengte van de koorde in de eenheidscirkel de koordefunctie {\displaystyle \mathrm {krd} } genoemd, die echter in onbruik is geraakt. Ze is dus gedefinieerd als
{\displaystyle \mathrm {krd} (\alpha )=2\sin \left({\tfrac {1}{2}}\alpha \right)}
De lengte {\displaystyle k} van een koorde op een middelpuntshoek {\displaystyle \alpha } in een cirkel met straal {\displaystyle R} is dan:
{\displaystyle k=R\ \mathrm {krd} (\alpha )}
Vanwege de relatie met de sinus van de halve hoek voldoet de koorde aan dezelfde soort vergelijkingen als de sinus en cosinus. Zo leidt de stelling van Pythagoras tot de vergelijking:
{\displaystyle \mathrm {krd} ^{2}(\alpha )+\mathrm {krd} ^{2}(180^{\circ }-\alpha )=4},
wat in een rechthoekige driehoek is te zien met de beide koorden als rechthoekszijden en de middellijn als hypotenusa.

## Koorden in andere figuren dan cirkels
Het verbindingslijnstuk van twee punten op een andere kromme dan een cirkel, bijvoorbeeld op de grafiek van een functie, wordt ook een koorde genoemd.
Het begrip koorde wordt ook in de ruimtemeetkunde gebruikt. Een koorde is het lijnstuk dat twee punten van een ruimtekromme of van een  oppervlak verbindt. De koorde maakt over het algemeen zelf geen deel uit van de ruimtekromme of van het oppervlak.

## Luchtvaarttechniek
- De vleugelkoorde van een vleugelprofiel is de lijn die het voorste punt van het profiel verbindt met het achterste punt van het profiel.